# Prodotto ionico
Si definisce prodotto ionico, il prodotto delle concentrazioni molari degli ioni ottenuti per autodissociazione di un composto chimico. Il più importante, essenziale alla teoria delle reazioni tra acidi e basi, è il prodotto ionico dell'acqua (Kw), dovuta alla sua autoionizzazione:
{\displaystyle H_{2}O_{(l)}+H_{2}O_{(l)}\Leftrightarrow H_{3}O_{(aq)}^{+}+OH_{(aq)}^{-}}
Kw = [H3O+] [OH-] = 1,0×10−14 M2 (condizioni STP, 0,1 MPa e 298 K), ovvero in termini logaritmici si ottiene pKw = - log10 Kw = - (-14,0) = 14,0
Altri esempi di prodotti ionici in soluzione acquosa riguardano i sali:
{\displaystyle NaCl_{(aq)}\Rightarrow Na_{(aq)}^{+}+Cl_{(aq)}^{-}}
Prodotto ionico = [Na+][Cl-]
{\displaystyle Al_{2}(SO_{4})_{3(aq)}\Leftrightarrow 2Al_{(aq)}^{3+}+3SO_{4(aq)}^{2-}}
Prodotto ionico = [Al3+]2[SO42-]3
Da notare che nel primo caso la dissociazione del cloruro di sodio è totale: significa che la molarità del reagente NaCl e dei corrispettivi prodotti Na+ e Cl- saranno uguali.
Nel secondo caso innanzitutto la reazione non va a completamento ma raggiungerà un equilibrio (si veda anche prodotto di solubilità); inoltre va notato che le molarità dei prodotti vanno ciascuna elevati al numero pari al relativo coefficiente stechiometrico.
Il prodotto ionico ha importanti conseguenze nelle reazioni di precipitazione, se infatti questo risulta inferiore all'appropriata costante del prodotto di solubilità non si depositerà alcun precipitato.